# 小谷口直子
小谷口 直子（こたにぐち なおこ）は、兵庫県生まれのクラリネット奏者。

## 人物
兵庫県立兵庫高等学校を経て、東京芸術大学音楽学部卒業。同大学大学院修士課程修了。文化庁派遣芸術家在外研修員としてウィーン国立音楽大学に留学。
これまでに、クラリネットを藤井一男、村井祐児、山本正治、川畑真一、J.ヒンドラー、G.パッヒンガーに、室内楽をG.ポコルニー、A.クユムジャンに師事。
現在、京都市交響楽団 首席奏者。オーケストラ活動の他、ソロリサイタルや室内楽公演、各地でのアウトリーチ活動等、全国で幅広い活動をしている。また、日本音楽コンクールをはじめ各種コンクールの審査員としても起用されている。京都市立芸術大学、同志社女子大学非常勤講師。

## 賞歴
2001年、第12回日本木管コンクール・クラリネット部門で第2位（1位は外国人）。
2002年、第14回宝塚ベガ音楽コンクール・木管楽器部門で第1位。
第71回日本音楽コンクール・クラリネット部門で第1位。併せて、増沢賞（全部門の入賞者の中から最も印象的な演奏・作品に贈られる賞、管楽器奏者の受賞はコンクール史上初）、E.ナカミチ賞を受賞。新日本フィルハーモニー交響楽団と共演。
2011年、京都市芸術新人賞を受賞。
2012年、神戸市文化奨励賞を受賞。

## 主な出演
2005年、『2005国際クラリネットフェスト』に出演。
2007年、東京芸術大学創立120周年記念演奏会に卒業生を代表してソリスト出演。また、（財）地域創造の『平成20〜21年度 公共ホール音楽活性化事業登録アーティスト』に選出され、演奏会に加えアウトリーチ活動を各地で展開。
2009年、『第25回〈東京の夏〉音楽祭2009』「日本の若き実力」にソリスト出演。また、東京オペラシティ文化財団主催『B→C バッハからコンテンポラリーへ』 シリーズで、東京オペラシティ初リサイタル。
このほか、全国主要オーケストラ・吹奏楽団体からの招きにより多数のソリスト協演、各種コンクールの審査員や、NHK、NHK-BS、NHK-FMへの出演、協演CDリリース、音楽専門雑誌での対談などメディアへの露出。

## 主な著書
- 「これが吹けりゃ～人気者！クラリネットでキメる！大ネタ小ネタ 100曲」

ヤマハミュージックメディア 2013年1月18日刊 ISBN 978-4636893656
- 「これが吹けりゃ～人気者！ちょっと吹けるとサマになる！クラリネット 大ネタ小ネタ100曲」

ヤマハミュージックメディア 2016年3月12日刊 ISBN 978-4636930320

## CDリリース
- 2014年 CD「A.ウール／クラリネットのための48の練習曲」ALM Records, ALCD-3102, 3103 (2CD), JAN 4530835 110606

- 2021年 CD「小谷口直子＆岡崎悦子～レーガー：クラリネット・ソナタ集」マイスター・ミュージック